# Station Bøylestad
Station Bøylestad is een halte in het dorp Bøylestad in de gemeente Froland in het zuiden van Noorwegen. Het station is gelegen aan Arendalsbanen. 